# Национал-большевизм
Национа́л-большеви́зм — политическая идеология, разработанная консервативным революционером Эрнстом Никишем в период 1920-1930-х годов в Германии. Национал-большевики, как и марксисты, выступали за социальную революцию, которая должна освободить немецкий рабочий класс от эксплуатации, но при этом считали, что социальная революция может осуществиться только вместе с национальной революцией. Национал-большевизм был одной из разновидностей т. н. «третьего пути» — идеологии, которая подчёркивает свою оппозицию по отношению к коммунизму и капитализму. Термин иногда употребляется по отношению к различным русским национальным движениям, а также к некоторым ветвям радикального сионизма, в частности, к организации «Лехи»: в отношении народов, отличных от евреев, чаще всего используется термин «национал-коммунизм».

## Национал-большевизм в России
Сам термин «Национал-большевизм» был введён русским эмигрантом Николаем Устряловым в 1921 году.
В среде русской эмиграции 1920-х годов сторонники Национал-большевистского или сменовеховского течения высказывали мысли о возможности примирения советской власти и русской эмиграции. Высказывались идеи о возможности эволюции советской власти к национализму, об изживании «интернациональных» элементов революции 1917 года. Идеи Национал-большевизма вскоре потеряли популярность, так как не было никаких реальных признаков эволюции национализма в Советском Союзе, и СССР оставался интернационалистским государством до самого его распада в 1991 году.
Элементы Национал-большевизма можно обнаружить в советской пропаганде и массовой культуре сталинского периода. В конце 1930-х советская пропаганда начала использовать известные имена русской истории, такие как Суворов или Александр Невский, для мобилизации массовой поддержки перед приближающейся войной.
Некоторые элементы Национал-большевизма можно обнаружить и в советской литературе 1970-х годов (Сергей Семанов, Николай Яковлев).
В 1990-е лидирующими практиками и теоретиками Национал-большевизма стали Эдуард Лимонов и Александр Дугин. По словам политолога В. Лихачёва, «идеология Национал-большевизма была порождена, по большей части, философом Александром Дугиным, и являлась продуктом сложного синтеза просоветских, консервативно-революционных и религиозных идей». Лимонов возглавил Национал-большевистскую партию. Национал-большевики участвовали в демонстрациях против проведения саммита Большой восьмёрки в Санкт-Петербурге.
Геополитика оказала тяжёлое влияние на существующие русские Национал-большевистские движения, они предлагают объединение России с остальной Европой в Евразию.
Позже возникла оппозиция усилиям Лимонова к привлечению союзников вне зависимости от их политических убеждений; некоторые даже покинули НБП и сформировали Национал-большевистский фронт (НБФ).
Существуют Национал-большевистские группировки в Израиле и в частях бывшего СССР, которые связаны с НБПР. Другие группы, такие как франко-бельгийская «Общая Национал-европейская партия», которые также показывают Национал-большевистское желание создания единой Европы (также как и её многие экономические идеи), и французская политическая фигура Кристиана Буше также получили влияние данной идеи.

## Идеология
Основы национал-большевизма второй волны:
- Антикапитализм;
- Идеализация сталинизма при симпатиях к Российской Империи;
- Совмещение новой экономической политики Владимира Ленина и корпоративизма;
- Третий путь;
- Духовный общественный консерватизм;
- Империалистическая внешняя политика;
- Гражданский интегральный национализм и культурный шовинизм;
- Политика государства свободное от религиозных или антирелигиозных предубеждений;
- Прославление неоязычества и старинных традиций и менталитета;
- Евразийство;
- Русский ирредентизм.

Идеология прямо ссылается на Георга Гегеля и представляет его как отца идеализма. Идеология крайне традиционалистична в манере Юлиуса Эволы. Среди других заявленных предшественников движения находятся Жорж Сорель, Отто Штрассер и Хосе Ортега-и-Гассет (в частности влияние последнего широко из-за неприятия им левых и правых предрассудков, что также является особенностью национал-большевизма).

## Национал-большевизм в Германии
Движение зародилось вследствие Первой мировой войны, в разрушенной Германии, раздираемой конфликтами между марксистскими спартакистами и партизанскими националистами. Синтез двух новых идеологий — большевизма, проявленного в Октябрьской революции, и нового национализма, модернизированного Великой войной, отныне опирающегося на массы и вкус к технике — сформируется в Германии исходя из двух основных элементов:
- сближение интересов Германии и Советской России,
- несколько совпадающих идентификационных признаков в идеологии, методах или стилях, между большевизмом и национализмом.

### Коммунистическое происхождение
В буквальном значении, национал-большевистское движение составляет течение крайнего меньшинства, ограничивающегося малым числом мыслителей и политических групп. Некоторые возводят их рождение, в апреле 1919 года, к мысли Паула Эльцбахера, профессора права в Берлине, известного своими трудами по анархизму, и депутата-националиста в Рейхстаге в 1919 году. Он предлагает союз Германии и Советской России против Версальского договора. Это предложение отвечает требованиям теории Хартленда, по которой контролирующий Россию и Германию будет контролировать весь мир.
В 1919 году национал-большевистское движение развивается в Гамбурге вокруг двух лидеров коммунистической революции этого города: Хайнриха Лауфенберга (1872—1932 годы, Председатель Совета рабочих и солдатских депутатов Гамбурга в ноябре 1918 года) и Фридриха или Фрица Вольффхайма (1888—1942 годы, бывший синдикалист в США, затем в Гамбурге. Еврей, погибший в концентрационном лагере). Они руководят национал-большевистской тенденцией в Германии и внутри Коминтерна. Будучи изгнанными в октябре 1919 года из официальной компартии (КПГ), они входят в Коммунистическую рабочую партию (КРПГ), которая остаётся в Интернационале до 1922 года. В свою очередь, КРПГ выгоняет из своих рядов национал-большевиков. С тех пор, национал-большевизм стал движением индивидуальностей и малых групп.
Среди национал-большевистских групп фигурирует группа Фридриха Ленца и Ханса Эбелинга вокруг обозревателя «Der Vorkampfer» (с нем. — «передовой боец, боец авангарда», около 1930—1933 годов), который пытается реализовать идеологический сплав идей Карла Маркса и немецкого экономиста Фридриха Листа. Следуя некоторым современным национал-большевикам, вне обозревателя был создан т. н. «Круг исследований планового хозяйства» (или «Арплан»), имевший как секретаря участника Сопротивления и антинациста Арвида Харнака.
После прихода к власти нацистов в 1933 году, большинство национал-большевиков высказываются за Сопротивление против нацизма, тем временем как некоторые национал-большевистские группы сотрудничают с режимом, такие как Союз прозрения (нем. Fichte Bund) (созданный в Гамбурге и подвластный КРПГ), руководимый профессором Кессенмайером (совместно с бельгийцем Жаном Тириаром, тогда ещё молодым рексистом).

### Эрнст Никиш и обозреватель «Widerstand»
Самая знаменитая личность национал-большевизма во время Веймарской республики — Эрнст Никиш (1889—1967). Этот социал-демократический преподаватель (с 1919—1922) был выгнан из Социал-демократической партии Германии (СДПГ) в 1926 году из-за своего национализма. Позднее он перешёл в маленькую Социалистическую партию Саксонии (СПС), которую обратил в свои идеи. Он оживил обозреватель «Widerstand» (с нем. — «Сопротивление»), который оказал большое влияние на молодёжь до 1933 года. Движение Никиша объединяло людей пришедших как слева, так и из правого национализма. После 1933 года он вошёл в оппозицию нацизму, был заключён в концентрационный лагерь (1937—1945). После 1945 года он был преподавателем в ГДР. В 1953 году сбежал на Запад.

## Национал-большевизм на Украине
20 апреля 1996 года была образована Прогрессивная социалистическая партия Украины, которая была описана как национал-большевистская политическая партия. 19 марта 2022 года ПКПУ была запрещена.

## США
В июле 2021 года лидер Американской Традиционалистской рабочей партии Мэтью Хаймбах объявил о своем намерении реформировать партию по национал-большевистскому принципу.